# Platylygus fuliginosus
Platylygus fuliginosus är en insektsart som beskrevs av Knight 1918. Platylygus fuliginosus ingår i släktet Platylygus och familjen ängsskinnbaggar. Inga underarter finns listade i Catalogue of Life.